# Srećko Bogdan
Srećko Bogdan (Mursko Središće, 5 gennaio 1957) è un ex calciatore croato.

## Palmarès

### Club

#### Competizioni nazionali
- Campionato jugoslavo: 1

Dinamo Zagabria: 1981-1982
- Kup Maršala Tita: 2

Dinamo Zagabria: 1979-1980, 1982-1983

#### Competizioni internazionali
- Coppa dei Balcani per club: 1

Dinamo Zagabria: 1976

### Nazionale
- Campionato d'Europa Under-21: 1

1978
- Giochi del Mediterraneo: 1

 Spalato 1979